# 大連船舶重工集団
大連船舶重工集団有限公司（だいれんせんぱくじゅうこうぎょうしゅうだん-ゆうげんこうし）は中華人民共和国大連市に立地する造船会社。国有持株会社の中国船舶重工集団公司（CSIC）の上場中間持株会社である中国船舶重工股份有限公司の子会社。

## 概要
清朝末期から20世紀初頭にかけて、外洋大型船用の大型港のための立地条件の良い土地はことごとく外国の租借地となり、港やその付帯施設、鉄道施設の整備は外国資本により行われた。大連の船舶修繕施設もその中の一つであり、ロシア帝国や日本の資本により整備された。
1945年のソビエト連邦の満州占領で大連の施設はソ連により接収された。1955年に中国に返還され国営の造船廠になり、民用・軍用をとわず中国初の船種の建造が多数行われ、先駆的な造船廠となった。例えば独自開発した初の駆逐艦の旅大型や、国産化した初の弾道ミサイル潜水艦のゴルフ型、第一世代補給艦の福清型、初の国産航空母艦の「山東」が建造されている。

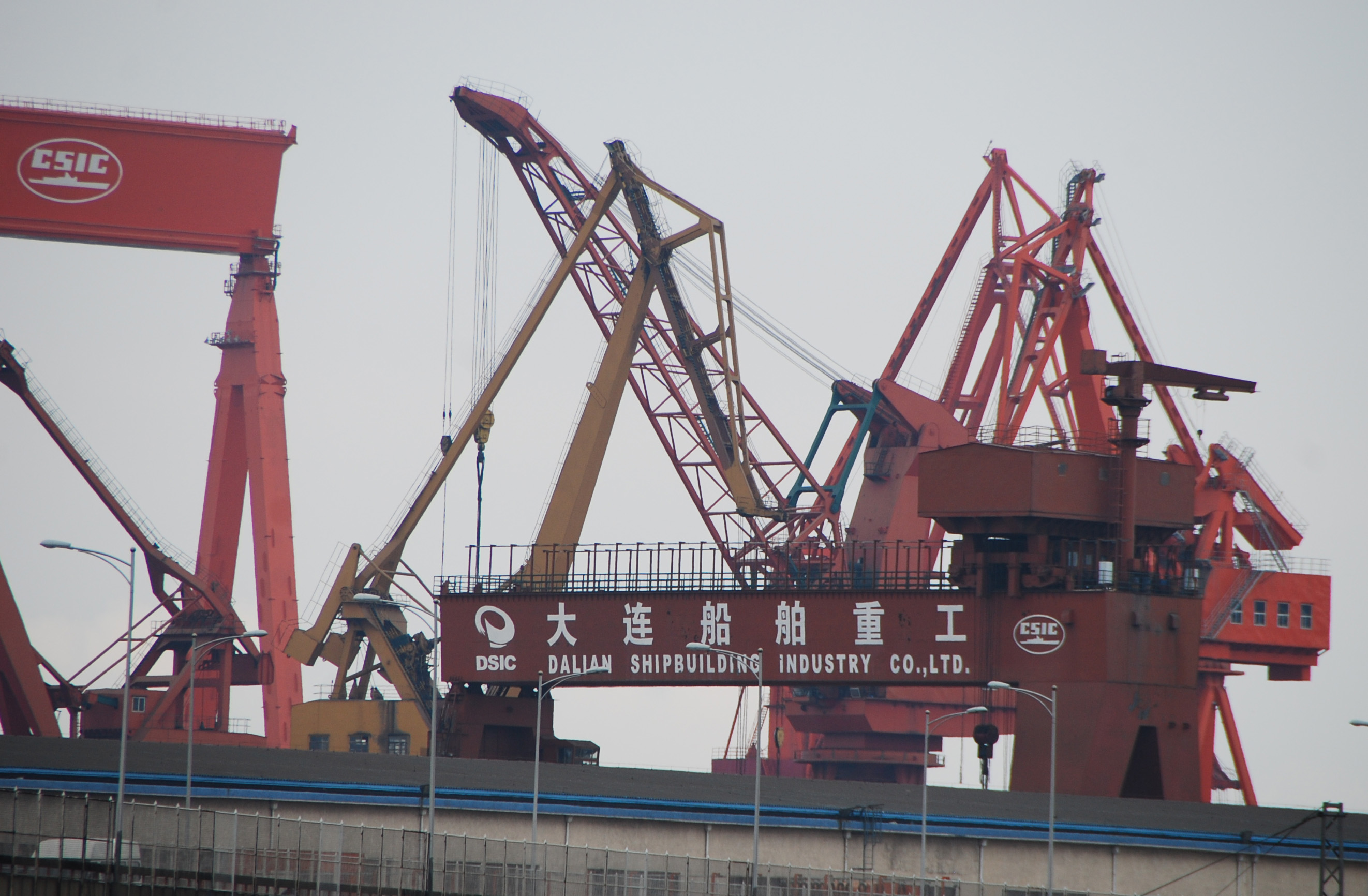
大連船舶重工集団有限公司の造船所

近年ではウクライナの未完成の航空母艦の再工事を大連造船廠集団有限公司が請負い、大連船舶重工集団有限公司が下請けして所有するドックと艤装用埠頭において建造され、2012年に中国海軍に練習空母「遼寧」として引き渡されている。
2013年の建造量は3,539,250 DWT、建造量中国国内シェア7.8%で第2位である。

## 沿革
- 1898年：ロシアにより「中東鉄路公司輪船修理工場」として成立。
- 1905年：日露戦争の結果、遼東半島南端部のロシアの租借地やその権益は日本に移転譲渡され、船舶修理工場も日本の資本の所有となった。
- 1945年：ソビエト連邦による満洲侵攻と占領により、大連の港と造修船施設を含む付帯施設はソ連が押収した[3]。
- 1955年：大連港と付帯施設は中国に返還され、造修船施設は中国の国有企業となった[3]。
- 1958年：中国初の1万DWT級外洋貨物船が進水。
- 1960年：中国の独自設計による国産第一世代の大型高速巡視艇が起工。
- 1976年5月：中国初の大型シリンダー径の18,000馬力の舶用ディーゼルエンジンを製造。
- 1976年8月：中国初の5万DWT級外洋油槽船が進水。
- 1981年：中国初の輸出船受注。
- 1984年：中国初の外洋コンテナ船が進水。
- 1986年：中国初の12万DWT超級油槽船が進水。
- 1990年：新たに大連造船新廠が設立される。
- 1997年：DNVからISO9002の認証を受ける。
- 1999年、全国造船廠管理組織の中国船舶工業総公司は、中国船舶工業集団公司（CSSC）と中国船舶重工集団公司（CSIC）に分割され、大連造船廠および大連造船新廠はCSICの管轄となる。
- 2000年8月：大連造船新廠は大連新船重工有限公司に社名変更し、国営事業体から国有の有限責任公司（経営権を付与された国有企業）となる。
- 2001年4月：大型ドック（L：250m、W：80m、600tonクラス・クレーン）の起工。
- 2002年4月：大連造船廠は大連造船重工有限責任公司に社名変更し、国営事業体から国有の有限責任公司（経営権を付与された国有企業）となる。
- 2005年12月：事業再編により大連造船重工有限責任公司は大連新船重工有限公司と合併し大連船舶重工集団有限公司となる。
- 2010年4月：大連船舶重工集団有限公司は、軍事関連事業を分離して大連造船廠集団有限公司を設立し、中国船舶重工集団公司（CSIC）の直接の子会社とした。大連船舶重工集団有限公司自身は、上場中間持株会社の中国船舶重工股份有限公司の子会社となる[4]。
- 2016年6月：大連船舶重工集団有限公司は、中国船舶重工股份有限公司の子会社である山海関船舶重工有限責任公司を吸収して子会社化した。

## 子会社
- 山海関船舶重工有限責任公司
- 大連船舶重工集団海洋工程有限公司
- 大連船舶重工集団装備製造有限公司
- 大連船舶重工集団船務工程有限公司
- 鞍鋼股份大船重工大連鋼材加工配送有限公司
- 大連船舶重工集団舾装有限公司
- 大連船舶重工船業有限公司
- 大連船舶重工鋼業工程有限公司
- 大連漁輪公司
- 大連船舶重工実業開発総公司
- DORIS博海機械設備（大連）有限公司
- 大連船舶重工集団爆炸加工研究所有限公司
- 大連船舶重工工具実業公司
- 大連船舶重工金船実業総公司
- 大連船舶重工塗装公司
- 大連大立鋼製品有限公司
- 大連船舶重工集団運輸公司
- 大連造船廠第一鉚銲公司
- 大連船舶重工集団舵軸有限公司
- 大連付家庄国際村有限公司